# Dyskografia Wiza Khalify
Poniżej przedstawiona jest dyskografia amerykańskiego rapera Wiza Khalify. Łącznie wydał on 7 albumów solowych, 6 minialbumów, 14 mixtape'ów i 43 singli.

## Albumy

### Albumy studyjne
| 2006                                    | Show and Prove - Data: 5 września 2006 - Wydawca: Rostrum               | – | –  | –  | –  | –  |                                                               |                                                                                     |
| 2009                                    | Deal or No Deal - Data: 24 listopada 2009 - Wydawca: Rostrum            | – | –  | –  | –  | –  |                                                               |                                                                                     |
| 2011                                    | Rolling Papers - Data: 29 marca 2011 - Wydawca: Rostrum, Atlantic       | 2 | 6  | 47 | –  | –  | - USA: 2 000 000+ - UK: 60 000+ - CAN: 40 000+ - DAN: 10 000+ | - USA: 2x platynowa płyta - UK: srebrna płyta - CAN: złota płyta - DAN: złota płyta |
| 2012                                    | O.N.I.F.C. - Data: 4 grudnia 2012 - Wydawca: Rostrum, Atlantic          | 2 | 14 | –  | –  | –  | - USA: 1 000 000+                                             | - USA: platynowa płyta                                                              |
| 2014                                    | Blacc Hollywood - Data: 19 sierpnia 2014 - Wydawca: Rostrum, Atlantic   | 1 | 1  | 27 | 26 | 31 | - USA: 1 000 000+ - CAN: 40 000+ - DAN: 10 000+               | - USA: platynowa płyta - CAN: złota płyta - DAN: złota płyta                        |
| 2018                                    | Rolling Papers 2 - Data: 13 lipca 2018 - Wydawca: Taylor Gang, Atlantic |   |    |    |    |    | - USA: 500 000+                                               | - USA: złota płyta                                                                  |
| 2022                                    | Multiverse - Data: 29 lipca 2022 - Wydawca: Taylor Gang, Asylum         |   |    |    |    |    |                                                               |                                                                                     |
| „–” oznacza, że album nie był notowany. |                                                                         |   |    |    |    |    |                                                               |                                                                                     |

### Kompilacje
| 2016                                    | Khalifa - Data: 5 lutego 2016 - Wydawca: Rostrum, Atlantic | 6 | 11 | 85 | 48 |
| „–” oznacza, że album nie był notowany. |                                                            |   |    |    |    |

### Minialbumy
| 2013                                    | Live in Concert (oraz Currensy) - Data: 20 kwietnia 2013 - Wydawca: Jet Life, Rostrum          | 30 |
| 2015                                    | Talk About It in the Morning (oraz Ty Dolla Sign) - Data: 31 marca 2015 - Wydawca: Taylor Gang | –  |
| 2016                                    | O.N.I.F.C. 4 Years Anniversary - Data: 4 grudnia 2016 - Wydawca: Taylor Gang, Rostrum          |    |
| 2017                                    | Kush & OJ: 7 Years Anniversary - Data: 15 kwietnia 2017 - Wydawca: Taylor Gang, Rostrum        |    |
| 2017                                    | Pre-Rolleds - Data: 3 czerwca 2017 - Wydawca: Taylor Gang, Rostrum                             |    |
| 2017                                    | Bong Rips - Data: 24 czerwca 2017 - Wydawca: Taylor Gang, Rostrum                              |    |
| „–” oznacza, że album nie był notowany. |                                                                                                |    |

### Ścieżki dźwiękowe
| Rok  | Album | Pozycja na liście | Sprzedaż        | Certyfikat         |
| Rok  | Album | USA               | Sprzedaż        | Certyfikat         |
| ---- | --- | ----------------- | --------------- | ------------------ |
| 2011 | Mac & Devin Go to High School (oraz Snoop Dogg) - Data: 13 grudnia 2011 - Wydawca: Rostrum, Atlantic, Doggy Style | 29                | - USA: 500 000+ | - USA: złota płyta |

### Mixtape'y
| Rok  | Album                                                                                   |
| ---- | --------------------------------------------------------------------------------------- |
| 2005 | Prince of the City: Welcome To Pistolvania - Data: 2005 - Wydawca: Taylor Gang, Rostrum |
| 2007 | Grow Season - Data: 2007 - Wydawca: Taylor Gang, Rostrum                                |
| 2007 | Prince of the City 2 - Data: 20 listopada 2007 - Wydawca: Taylor Gang, Rostrum          |
| 2008 | Star Power - Data: 17 września 2008 - Wydawca: Taylor Gang, Rostrum                     |
| 2009 | Flight School - Data: 17 kwietnia 2009 - Wydawca: Taylor Gang, Rostrum                  |
| 2009 | How Fly (oraz Currensy) - Data: 9 sierpnia 2009 - Wydawca: Taylor Gang, Rostrum         |
| 2009 | Burn After Rolling - Data: 2 listopada 2009 - Wydawca: Taylor Gang, Rostrum             |
| 2010 | Kush & Orange Juice - Data: 14 kwietnia 2010 - Wydawca: Taylor Gang, Rostrum            |
| 2011 | Cabin Fever - Data: 17 lutego 2011 - Wydawca: Taylor Gang, Rostrum                      |
| 2012 | Taylor Allderdice - Data: 13 marca 2012 - Wydawca: Taylor Gang, Rostrum                 |
| 2012 | Cabin Fever 2 - Data: 16 października 2012 - Wydawca: Taylor Gang, Rostrum              |
| 2014 | 28 Grams - Data: 25 maja 2014 - Wydawca: Taylor Gang, Rostrum                           |
| 2015 | Cabin Fever 3 - Data: 15 grudnia 2015 - Wydawca: Taylor Gang, Rostrum                   |
| 2017 | Laugh Now, Fly Later - Data: 9 listopada 2017 - Wydawca: Taylor Gang, Rostrum           |

## Single

### Single solowe
| 2007                                     | „Pittsburgh Sound”                                                                             | –  | –  | –   | –  | –  | | Show and Prove                                |
| 2007                                     | „Youngin’ on His Grind”                                                                        | –  | –  | –   | –  | –  | | singel niealbumowy                            |
| 2008                                     | „Make It Hot”                                                                                  | –  | –  | –   | –  | –  | | singel niealbumowy                            |
| 2008                                     | „Say Yeah”                                                                                     | –  | –  | –   | –  | –  | - USA: złota płyta | singel niealbumowy                            |
| 2009                                     | „Ink My Whole Body”                                                                            | –  | –  | –   | –  | –  | | Star Power                                    |
| 2009                                     | „Get Sum”                                                                                      | –  | –  | –   | –  | –  | | Flight School                                 |
| 2010                                     | „Mezmorized”                                                                                   | –  | –  | –   | –  | –  | | Kush & Orange Juice                           |
| 2010                                     | „Black and Yellow”                                                                             | 1  | 7  | 5   | 24 | 21 | - USA: 6x platynowa płyta - UK: platynowa płyta - CAN: 3x platynowa płyta - FRA: platynowa płyta - DEU: złota płyta                                     | Rolling Papers                                |
| 2011                                     | „Roll Up”                                                                                      | 13 | 56 | 42  | 72 | –  | - USA: 2x platynowa płyta - CAN: złota płyta | Rolling Papers                                |
| 2011                                     | „On My Level” (gośc. Too Short)                                                                | 52 | 96 | –   | –  | –  | - USA: platynowa płyta | Rolling Papers                                |
| 2011                                     | „No Sleep”                                                                                     | 6  | 64 | –   | –  | –  | - USA: 2x platynowa płyta - CAN: złota płyta | Rolling Papers                                |
| 2011                                     | „The Race”                                                                                     | 66 | –  | –   | –  | –  | | Rolling Papers                                |
| 2011                                     | „Young, Wild & Free” (oraz Snoop Dogg; gośc. Bruno Mars)                                       | 7  | 13 | 44  | 4  | 2  | - USA: 6x platynowa płyta - DEU: 5x złota płyta - UK: platynowa płyta - AUS: 5x platynowa płyta - CAN: 3x platynowa płyta                               | Mac & Devin Go to High School                 |
| 2012                                     | „Work Hard, Play Hard”                                                                         | 17 | 40 | 161 | 93 | –  | - USA: 2x platynowa płyta - CAN: złota płyta | O.N.I.F.C.                                    |
| 2012                                     | „Remember You” (gośc. The Weeknd)                                                              | 63 | –  | 186 | –  | –  | - USA: platynowa płyta | O.N.I.F.C.                                    |
| 2013                                     | „We Own It (Fast & Furious)” (oraz 2 Chainz)                                                   | 16 | 14 | 6   | 6  | 6  | - USA: 3x platynowa płyta - DEU: 3x złota płyta - UK: złota płyta - AUS: 3x platynowa płyta - SWE: złota płyta                                          | Fast & Furious 6                              |
| 2014                                     | „We Dem Boyz”                                                                                  | 43 | –  | –   | –  | –  | - USA: platynowa płyta - UK: srebrna płyta - CAN: platynowa płyta                                                                                       | Blacc Hollywood                               |
| 2014                                     | „You and Your Friends” (gośc. Snoop Dogg, Ty Dolla Sign)                                       | 82 | –  | –   | –  | –  | - USA: złota płyta | Blacc Hollywood                               |
| 2014                                     | „Shell Shocked” (oraz Juicy J, Ty Dolla Sign; gośc. Kill the Noise, Madsonik)                  | 84 | –  | –   | 96 | –  | - USA: platynowa płyta | Teenage Mutant Ninja Turtles Soundtrack       |
| 2014                                     | „Promises”                                                                                     |    |    |     |    |    | - USA: złota płyta | Blacc Hollywood                               |
| 2014                                     | „So High” (gośc. Ghost Loft)                                                                   |    |    |     |    |    | - USA: złota płyta | Blacc Hollywood                               |
| 2015                                     | „Go Hard or Go Home” (oraz Iggy Azalea)                                                        | 86 | 65 | 119 | 60 | 55 | - USA: złota płyta | Furious 7: Original Motion Picture Soundtrack |
| 2015                                     | „See You Again” (gośc. Charlie Puth)                                                           | 1  | 1  | 1   | 1  | 1  | - USA: 11x platynowa płyta - UK: 4x platynowa płyta - DEU: diamentowa płyta - CAN: diamentowa płyta - AUS: 7x platynowa płyta - POL: 4x platynowa płyta | Furious 7: Original Motion Picture Soundtrack |
| 2015                                     | „Burn Slow” (gośc. Rae Sremmurd)                                                               | 83 | –  | –   | –  | –  | | singel niealbumowy                            |
| 2015                                     | „King of Everything”                                                                           | –  | –  | –   | –  | –  | - USA: złota płyta | singel niealbumowy                            |
| 2016                                     | „Bake Sale” (gośc. Travis Scott)                                                               | 56 | 71 | –   | –  | –  | - USA: złota płyta | Khalifa                                       |
| 2016                                     | „All Night” (oraz Juicy J)                                                                     | –  | –  | –   | –  | –  | | TGOD Mafia Presents: Rude Awakening           |
| 2016                                     | „Pull Up” (gośc. Lil Uzi Vert)                                                                 | –  | –  | –   | –  | –  | - USA: złota płyta | Rolling Papers 2                              |
| 2016                                     | „Sucker for Pain” (oraz Lil Wayne, Imagine Dragons, Logic, Ty Dolla Sign; gośc. X Ambassadors) | 15 | 19 | 11  | 7  | 5  | - USA: 3x platynowa płyta - UK: platynowa płyta - DEU: platynowa płyta - FRA: platynowa płyta - ITA: 2x platynowa płyta - POL: 2x platynowa płyta       | Suicide Squad: The Album                      |
| 2017                                     | „Gang Up” (oraz Young Thug, 2 Chainz, PnB Rock)                                                |    |    |     |    |    | - USA: złota płyta | The Fate of the Furious                       |
| 2017                                     | „Something New” (gośc. Ty Dolla Sign)                                                          |    |    |     |    |    | - USA: platynowa płyta | Rolling Papers 2                              |
| 2018                                     | „Real Rich” (gośc. Gucci Mane)                                                                 |    |    |     |    |    | - USA: złota płyta | Rolling Papers 2                              |
| 2018                                     | „Hopeless Romantic” (gośc. Swae Lee)                                                           |    |    |     |    |    | - USA: platynowa płyta | Rolling Papers 2                              |
| 2018                                     | „Fr Fr” (gośc. Lil Skies)                                                                      |    |    |     |    |    | - USA: złota płyta | Rolling Papers 2                              |
| „–” oznacza, że singel nie był notowany. |                                                                                                |    |    |     |    |    | |                                               |

### Single gościnne
| Rok  | Tytuł                                                                                    | Certyfikat | Album              |
| ---- | ---------------------------------------------------------------------------------------- | --- | ------------------ |
| 2011 | „Till I’m Gone” (Tinie Tempah; gośc. Wiz Khalifa)                                        | - UK: srebrna płyta | Disc-Overy         |
| 2011 | „5 O’Clock” (T-Pain; gośc. Wiz Khalifa, Lily Allen)                                      | - CAN: platynowa płyta - AUS: złota płyta                                                                                     | Revolver           |
| 2012 | „Payphone” (Maroon 5; gośc. Wiz Khalifa)                                                 | - USA: 7x platynowa płyta - UK: 3x platynowa płyta - CAN: 5x platynowa płyta - AUS: 5x platynowa płyta - DEU: platynowa płyta | Overexposed        |
| 2013 | „Molly” (Tyga; gośc. Wiz Khalifa, Cedric Gervais, Mally Mall)                            | - USA: platynowa płyta | Hotel California   |
| 2013 | „Beat It” (Sean Kingston; gośc. Wiz Khalifa, Chris Brown)                                | - AUS: złota płyta | Back 2 Life        |
| 2013 | „23” (Mike Will Made It; gośc. Wiz Khalifa, Miley Cyrus, Juicy J)                        | - USA: 4x platynowa płyta - DEU: złota płyta                                                                                  | singel niealbumowy |
| 2013 | „Feelin’ Myself” (will.i.am; gośc. Wiz Khalifa, Miley Cyrus, French Montana, DJ Mustard) | - USA: 4x platynowa płyta - UK: platynowa płyta                                                                               | willpower          |
| 2014 | „Or Nah” (Ty Dolla Sign; gośc. Wiz Khalifa, DJ Mustard)                                  | - USA: 6x platynowa płyta - UK: platynowa płyta - CAN: 2x platynowa płyta - DAN: platynowa płyta                              | Beach House EP     |
| 2019 | „Up” (Sena Kana; gośc. Wiz Khalifa, Sheppard)                                            | - USA: złota płyta | singel niealbumowy |

### Inne certyfikowane utwory
| Rok  | Tytuł                                    | Certyfikat             | Album           |
| ---- | ---------------------------------------- | ---------------------- | --------------- |
| 2011 | „When I’m Gone”                          | - USA: platynowa płyta | Rolling Papers  |
| 2011 | „Taylor Gang” (gośc. Chevy Woods)        | - USA: złota płyta     | Rolling Papers  |
| 2012 | „Medicated” (gośc. Chevy Woods, Juicy J) | - USA: złota płyta     | O.N.I.F.C.      |
| 2014 | „Ass Drop”                               | - USA: złota płyta     | Blacc Hollywood |